# Bataille de Carpi
 (juin 2012).
Guerre de Succession d'Espagne
Batailles
Campagnes de Flandre et du Rhin
- Landau (1702)
- Friedlingen (1702)
- Kehl (1703)
- Ekeren (1703)
- Höchstädt (1703)
- Spire (1703)
- Schellenberg (Donauworth) (1704)
- Blenheim (1704)
- Landau (1704)
- Vieux-Brisach (1704)
- Eliksem (1705)
- Ramillies (1706)
- Stollhofen (1707)
- Cap Béveziers (1707)
- Cap Lizard (1707)
- Audenarde (1708)
- Wynendaele (1708)
- Lille (1708)
- Gand (1708)
- Malplaquet (1709)
- Douai (1710)
- Bouchain (1711)
- Denain (1712)
- Bouchain (1712)
- Douai (1712)
- Landau (1713)
- Fribourg (1713)

Campagnes d'Italie
- Carpi (1701)
- Chiari (1701)
- Crémone (1702)
- Luzzara (1702)
- Verceil (1704)
- Cassano (1705)
- Nice (1705-1706)
- Calcinato (1706)
- Turin (1706)
- Castiglione (1706)
- Toulon (1707)
- Gaeta (1707)
- Cesana (1708)
- Syracuse (1710)

Campagnes d'Espagne et de Portugal
- Cadix (1702)
- Vigo (navale 1702)
- Cap de la Roque (1703)
- Gibraltar (août 1704)
- Ceuta (1704) (es)
- Málaga (1704)
- Gibraltar (1704-1705)
- Marbella (1705)
- Montjuïc (1705)
- Barcelone (1705)
- Badajoz (1705)
- Barcelone (1706)
- Murcie (1706) (es)
- El Albujón (1706) (es)
- Santa Cruz de Ténérife (1706) (en)
- Almansa (1707)
- Xàtiva (1707)
- Ciudad Rodrigo (1707) (en)
- Lérida (1707)
- Tortosa (1708)
- Minorque (1708)
- Gudiña (1709)
- Almenar (1710)
- Saragosse (1710)
- Brihuega (1710)
- Villaviciosa (1710)
- Barcelone (1713-1714)

Campagnes de Hongrie
- Saint-Gotthard (1703) (en)
- Biskupice (1704) (en)
- Smolenice (1704) (en)
- Koroncó (1704) (en)
- Zsibó (1705) (en)
- Saint-Gotthard (1705) (en)
- Trenčín (1708) (en)

Antilles et Amérique du sud
- Santa Marta (1702)
- Guadeloupe (1703)
- Nassau (1703)
- Colonia del Sacramento (1704)
- Carthagène (1708)
- Rio (1710)
- Carthagène (1711)
- Rio (1711)
- Cassard (1712)

La bataille de Carpi, ou combats de Carpi, fut une série de manœuvres qui eurent lieu à proximité de Carpi d'Adige (it) (Vénétie, dans le nord de l'Italie), le 9 juillet 1701, entre l'armée française commandée par Nicolas de Catinat et l'armée autrichienne commandée par le prince Eugène de Savoie. Ce fut la première bataille de la guerre de Succession d'Espagne.

## Prélude
Au début de l'été 1701, l'empereur décide d'envoyer en Italie une armée sous les ordres du prince Eugène de Savoie, pour déborder les possessions espagnoles dans la péninsule. Celle-ci se rassemble au Tyrol alors qu'une armée d'opposition composée de Français, Espagnols et Piémontais, placée sous le commandement de Nicolas de Catinat se rassemble lentement entre le Chiese et l'Adige.
Alors que des difficultés d'approvisionnement entravent l'armée autrichienne, Catinat reçoit l'ordre de ne pas aller à sa rencontre en traversant la Sérénissime République de Venise restée neutre, en renonçant ainsi à occuper des positions plus favorables comme le défilé de Rivoli. Il doit se contenter d'intimider les Autrichiens en les empêchant de traverser l'Adige, avec interdiction de déclencher le premier les hostilités. 
Invitant les autorités vénitiennes à ne pas s'opposer au passage de ses troupes en échange de la bonne conduite de celles-ci, le prince Eugène commence sa marche le 27 mai, par des chemins qu'aucune armée n'a utilisés depuis Charles Quint. Son objectif est de traverser l'Adige sans combattre et en évitant de ravager les territoires du duc de Mantoue pour inciter ce prince à changer de camp.
Sûr de la neutralité vénitienne, Catinat pensant que l'intention des Autrichiens est d'envahir les possessions espagnoles au sud du Pô a concentré ses troupes aux abords de Rivoli qu'occupe une partie de l'infanterie, le reste est dispersé sur le long de l'Adige, de part et d'autre de Vérone. 
Pendant cinq semaines, le prince Eugène trompe son adversaire, et avance ses troupes vers le Pô, faisant mine de vouloir traverser vers Ferrare où il a entrepris de faire construire des ponts. Ce mouvement engage Catinat à s'étaler encore davantage et à faire passer un corps d'infanterie de l'autre côté du Pô à Seraglio.

## La bataille

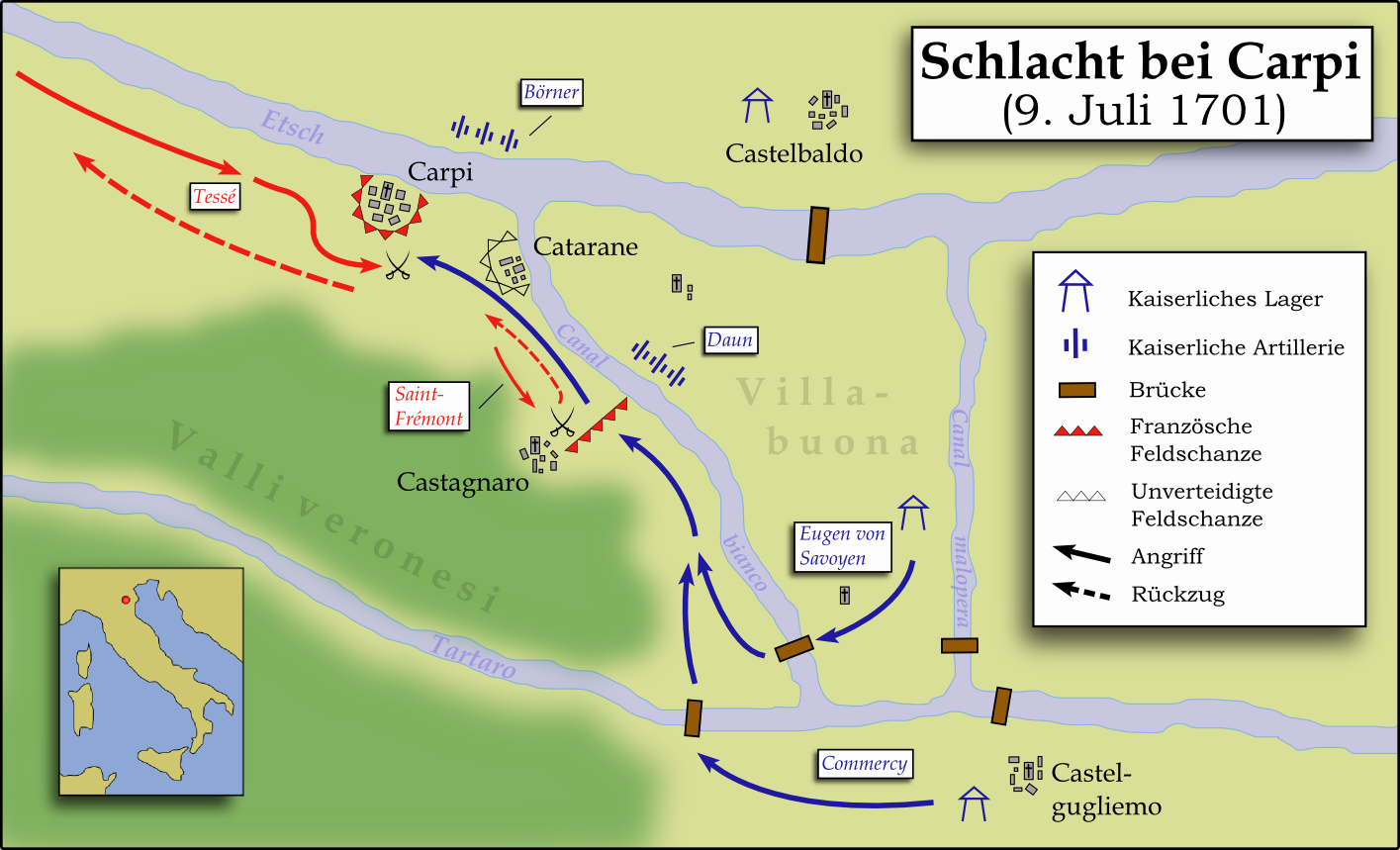
Schéma de la bataille.

Finalement, Eugène de Savoie a trouvé un point de passage peu défendu plus haut sur l'Adige. Trompant même sa propre armée, il change de direction et traverse la rivière la nuit du 8 au 9 juillet. L'infanterie maîtrise facilement le corps de dragons commandé par Saint-Fremont qui défend la ville et attaque aussitôt avec quelques canons le village de Castagno où un corps d'infanterie est isolé. 
Au bruit du canon, le comte de Tessé, éloigné seulement de trois kilomètres, accourt avec la cavalerie. Un orage très violent, qui transforme la plaine en marécage, a obligé la cavalerie autrichienne à faire un large détour de cinq lieues. Cela laisse un répit aux Français qui se regroupent. Malgré leur petit nombre, ils chargent plusieurs fois les Autrichiens. Le prince Eugène est blessé, mais ses troupes grossissent à chaque instant. 
Le comte d'Albert et sept officiers de son régiment sont tués, le marquis de Cambout est blessé à mort. Perdant au total 300 hommes et 50 officiers, accablés sous le nombre, les Français se replient, abandonnant Rivoli et les rives de l'Adige et se réfugient derrière l'Adda.

## Conséquences
Les Autrichiens sont maîtres de tous les pays entre Adige et Adda. Catinat recule jusque derrière l'Oglio.
Bien que beaucoup d'officiers aient approuvé cette retraite qui leur parut sage et que le manque de munitions rendait nécessaire, les courtisans firent regarder Catinat comme l'opprobre de la nation. Le maréchal de Villeroy persuada Louis XIV qu'il réparerait l'honneur national, et obtint le commandement de l'armée d'Italie. Malgré ses victoires de Staffarda et de La Marsaille, Catinat dut servir sous ses ordres, dans la mesure où, selon le règlement du 1er août 1675, quand deux maréchaux de France élevés à la même date (le 27 mars 1693 dans le cas présent) se trouvaient dans une même armée, celui qui avait accédé au grade de lieutenant général des armées du roi en premier dans sa carrière commandait (c'était le cas de Villeroy).

### Sources et bibliographie
- François-Charles Liskenne, Jean-Baptiste-Balthazar Sauvan, Bibliothèque historique et militaire, dédiée à l'armée et à la garde nationale de France, 1857
- Gabriel Daniel, Histoire de France, depuis l'établissement de la monarchie française dans les Gaules, Aux depens de la Compagnie, Amsterdam 1720, [lire en ligne]